# Namu myōhō renge kyō

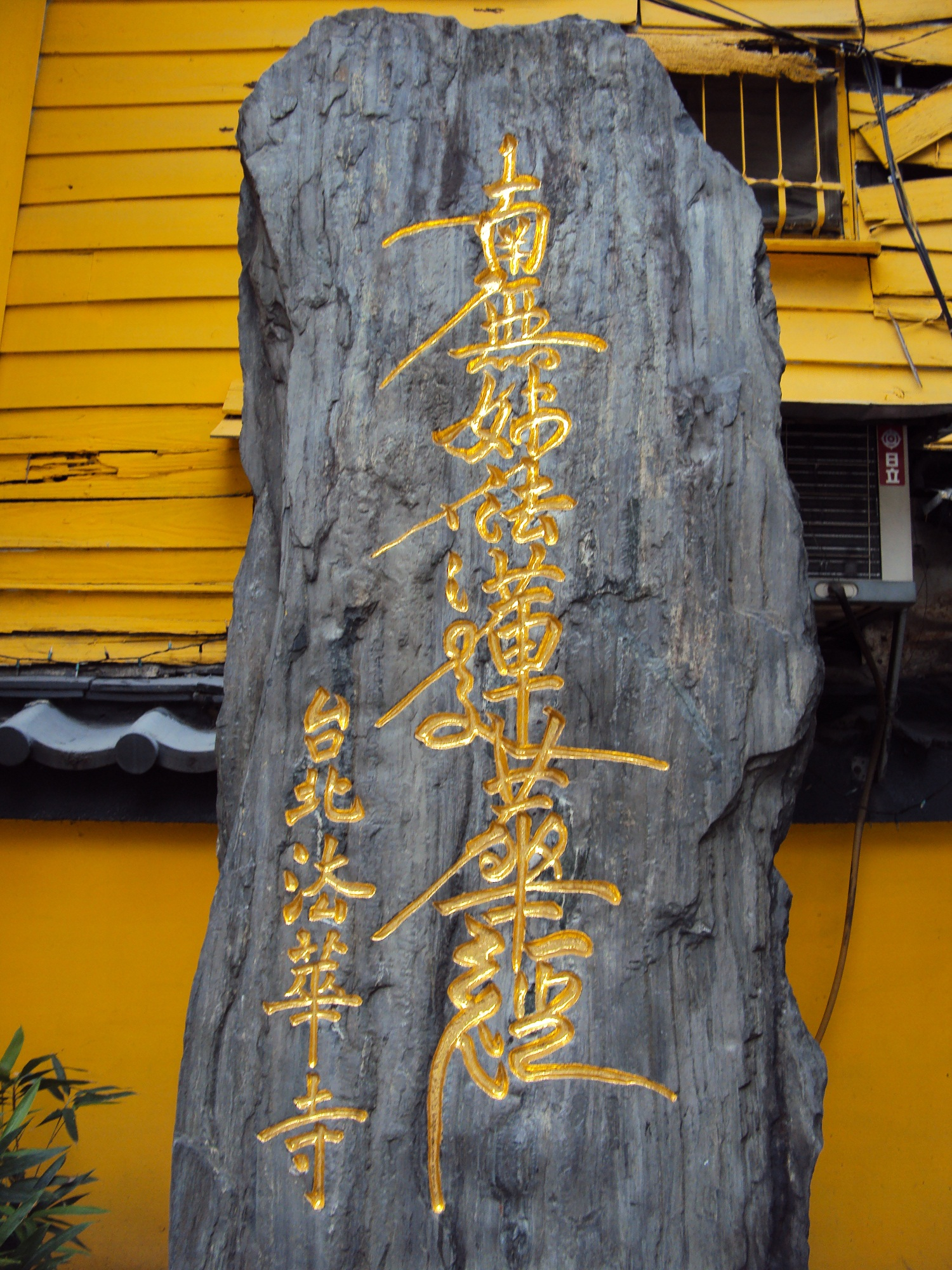
Iscrizione dei caratteri del daimoku all'ingresso di un tempio Nichiren-shū a Taiwan.

La frase Namu myōhō renge kyō (南無妙法蓮華経?) è l'invocazione o, in giapponese, daimoku (題目, cin.  tímù, titolo) oppure ōdaimoku (翁題目, dove "Ō", 翁, cinese: Wēng, è il carattere onorifico, rendendo anche il sanscrito  pitā-maha, "grande padre"), riferita al titolo del Sutra del Loto della Legge Mistica".
Nell'atto del cantilenare l'invocazione, per motivi di semplificazione ritmica e fonetica spesso la prima parola namu perde l'ultima vocale u e si unisce alla successiva parola myōhō dando l'impressione di pronunciare tutto attaccato nammyōhō.

## Sutra del Loto
Il Sutra del Loto è un testo composto probabilmente in dialetto pracritico e poi tradotto in sanscrito nell'Impero Kushan tra il I e il II secolo d.C., e che alcune scuole buddiste cino-giapponesi ritengono raccolga gli insegnamenti degli ultimi otto anni di vita del Shakyamuni, il fondatore storico del Buddismo, vissuto alla fine del VI secolo a.C.
In sanscrito il titolo è Saddharmapuṇḍarīka-sūtra  (in caratteri devanāgarī: सद्धर्मपुण्डरीकसूत्र), letteralmente “Sutra del Loto della Legge meravigliosa” e nella traduzione in cinese di Kumārajīva, del V secolo d.C., è 妙法蓮華經 (pinyin: Miàofǎ Liánhuā Jīng, giapp. Myōhō renge kyō) a cui si aggiunge inizialmente il titolo onorifico di 南無 (pinyin: Nánwú, giapp. Nam, Namu o Namo) che deriva dal sanscrito नमः (Namaḥ) che indica saluto, venerazione in rapporto a un mantra.
La pratica della recitazione di Namu myōhō renge kyō (in cinese Nánwú miàofǎ liánhuā jīng) si avviò in epoca Tang in Cina presso la scuola Tiantai, probabilmente durante il patriarcato di Zhànrán (湛然, 711-782) e fu diffusa in Giappone dal monaco giapponese Nichiren (日蓮, 1222-1282) nel 1253 secondo il quale la recitazione ogni giorno di questa invocazione consente a ciascun essere umano di raggiungere la propria natura illuminata. Ma già il monaco giapponese Kūkai (空海, 774-835), fondatore della scuola buddista giapponese Shingon (真言), aveva indicato nel titolo del Sutra del Loto un vero e proprio mantra (眞言 giapp. shingon) e quindi la parte centrale di tutta l'opera.
Secondo la tradizione buddista cino-giapponese il titolo del sutra riassume, sintetizza e rende presente il senso profondo dell'insegnamento in essa contenuto:
- Namu (南無 cinese: nánwú, ma pronunciato nei monasteri con l'arcaico nanmu), derivante dal sanscrito namaḥ, indica la devozione, il rendere onore. Ha il significato di apertura e accettazione della legge dell'universo, armonizzandovi la propria vita e traendone forza e saggezza per superare le difficoltà.
- Myō significa "meraviglioso" e hō Dharma, sia nel senso di "Legge" sia come "ente" (妙法 cinese: miàofǎ).
- Renge (蓮華 pronuncia cinese: 'liánhuā') indica il fiore di loto, che simboleggia il risveglio e lo stato di illuminazione che emerge dalle difficoltà della vita quotidiana e la contemporaneità di causa ed effetto.
- Kyo (経 cinese: jing, sutra, testo canonico) indica l'insegnamento del sutra e la scrittura o il suono attraverso cui si esprime; il carattere cinese che lo rappresenta aveva in origine il significato di "trama" (contrapposta a "ordito", wei, con cui si intendono i testi eterodossi).

I sette caratteri del daimoku vengono riportati anche nel centro del maṇḍala, o Gohonzon, che, secondo alcune scuole del Buddismo Nichiren, rappresenta la vita di colui che recita, come una sorta di specchio; quindi non è l'oggetto in sé ad essere venerato, bensì è la propria vita; l'unico mezzo attraverso il quale il praticante può raggiungere i propri obiettivi, infatti, è la propria azione, compiuta con la consapevolezza della legge di causa ed effetto. Tuttavia il preciso significato dei termini, la loro esatta pronuncia e il loro peso nella pratica del culto, differiscono leggermente a seconda delle varie scuole religiose derivate da questa tradizione.

## Ildaimokunella Nichiren Shōshū
Il termine daimoku si riferisce al titolo di un sutra. Nella Nichiren Shōshū, ci sono tre livelli di interpretazione del termine.
- Il primo livello è il titolo del Sutra del Loto in contrasto con i titoli di tutti gli altri sutra. Il Daimoku rappresenta Myōhō-Renge-Kyō come titolo degli otto volumi del Sutra del Loto, includendo il profondo significato di tutti i sutra. Nichiren Daishonin afferma come segue nel Goshō “Ripagare i debiti di gratitudine” (Hō'on-shō):

- Il secondo livello di interpretazione è il Daimoku del Buddismo del raccolto. Ciò significa il Daimoku del Sutra del Loto che venne insegnato per portare le persone all'illuminazione durante l'era di Śakyamuni e i successivi Primo e Ultimo giorno della Legge.

- Il terzo livello di interpretazione è il Daimoku del Buddismo della semina nascosto nelle profondità. Nichiren Daishonin afferma nel Goshō “Sulle Tre grandi Leggi Segrete” (Sandai hihō-shō):

In contrasto con il Daimoku che veniva recitato solo come pratica per se stessi, come fatto da Nāgārjuna, Vasubandhu, Zhìyǐ e altri prima dell'Ultimo giorno della Legge, il Daimoku del Buddismo della semina nascosto nelle profondità del Sutra del Loto è, esso stesso, l'illuminazione di Nichiren Daishonin, considerato dalla Nichiren Shōshū il Vero Buddha dell'infinito passato di kuon-ganjo. Questo Daimoku permette a tutte le persone di raggiungere la Buddhità.
Inoltre, “Il significato nascosto nelle profondità” (Montei hichin-shō) scritto dal 26ˁ Sommo Patriarca della Nichiren Shōshū, Nichikan Shonin si riferisce al Daimoku dell'Insegnamento Essenziale delle Tre grandi Leggi Segrete:
Ciò spiega il significato della recitazione del Daimoku nell'Ultimo giorno della Legge.